# تمین (میرجاوه)
تمین یک روستا در ایران است که در استان سیستان و بلوچستان واقع شده‌است. تمین ۴۵۷ نفر جمعیت دارد.